# Rally Dakar 2022

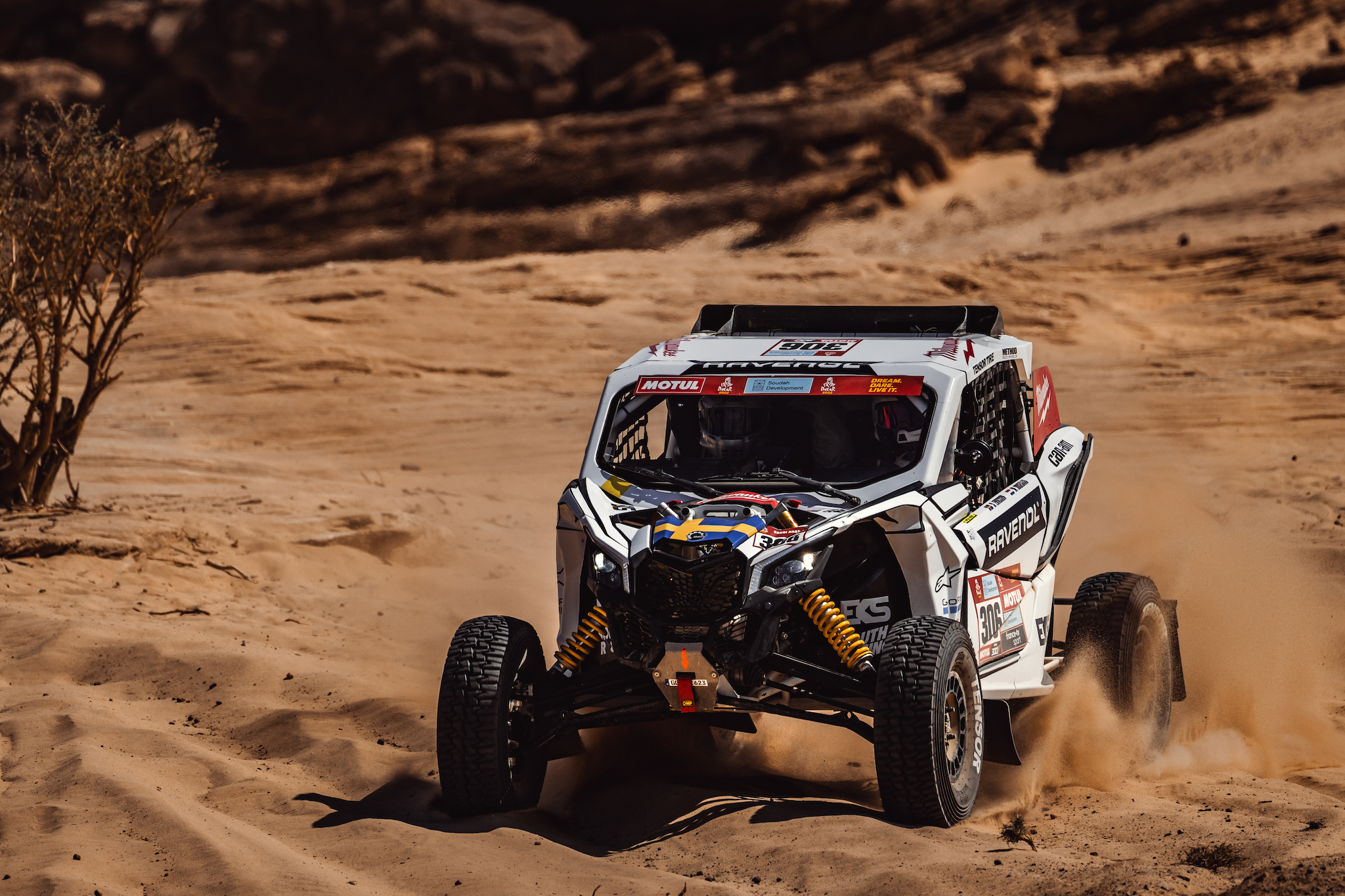

Il Rally Dakar 2022 è la 44ª edizione del Rally Dakar e si svolge per la terza volta interamente in Arabia Saudita a causa della pandemia di COVID-19, che ha imposto pesanti restrizioni di viaggio. La competizione è iniziata a Gedda il 1º gennaio ed è terminata dopo 13 tappe nella stessa città il 14 gennaio. Il rally ha coperto una distanza complessiva di 8375 km, di cui 4 258 di prove speciali. Sam Sunderland, su GasGas RC 450F, si è aggiudicato la vittoria finale nella categoria moto, Arunas Gelažninkas, su KTM 450 Rally Replica, si è aggiudicato la vittoria finale nella categoria Original by Motul, Alexandre Giroud, su Yamaha Raptor 700, si è aggiudicato la vittoria finale nella categoria quad, Nasser Al-Attiyah, su Toyota GR DKR Hilux, si è aggiudicato la vittoria finale nella categoria auto, Francisco López, su Can-Am Maverick, si è aggiudicato la vittoria finale nella categoria prototipi leggeri, Austin Jones, anch'egli su Can-Am Maverick, si è aggiudicato la vittoria finale nella categoria SxS, Dmitrij Sotnikov, su KAMAZ K5, si è aggiudicato la vittoria finale nella categoria camion, Gérard Tramoni, su Sadev Oryx, si è aggiudicato la vittoria finale nella categoria Open, e Serge Mogno, su Toyota Land Cruiser, si è aggiudicato la vittoria finale nella categoria Dakar Classic.

## Modifiche al regolamento
L'edizione 2022 sarà considerata valida per il Campionato mondiale cross country rally e i piloti che saranno costretti ad abbandonare la tappa per problemi meccanici o guasti potranno partecipare alla tappa successiva. Viene inoltre introdotto il roadbook elettronico per tutte le categorie (fino al 2021 era ad uso esclusivo delle moto).

## Iscritti principali

### Moto
| Scuderia                                 | Moto                  | #  | Pilota                |
| ---------------------------------------- | --------------------- | -- | --------------------- |
| Red Bull KTM Factory Team                | KTM 450 Rally Replica | 1  | Kevin Benavides       |
| Red Bull KTM Factory Team                | KTM 450 Rally Replica | 18 | Toby Price            |
| Red Bull KTM Factory Team                | KTM 450 Rally Replica | 52 | Matthias Walkner      |
| Monster Energy Honda Team 2022           | Honda CRF450 Rally    | 2  | Ricky Brabec          |
| Monster Energy Honda Team 2022           | Honda CRF450 Rally    | 7  | Pablo Quintanilla     |
| Monster Energy Honda Team 2022           | Honda CRF450 Rally    | 11 | José Ignacio Cornejo  |
| Monster Energy Honda Team 2022           | Honda CRF450 Rally    | 88 | Joan Barreda          |
| GasGas Factory Team                      | GasGas RX450F Replica | 3  | Sam Sunderland        |
| GasGas Factory Team                      | GasGas RX450F Replica | 4  | Daniel Sanders        |
| Rockstar Energy Husqvarna Factory Racing | Husqvarna FR450 Rally | 5  | Skyler Howes          |
| Rockstar Energy Husqvarna Factory Racing | Husqvarna FR450 Rally | 77 | Luciano Benavides     |
| Hero MotoSports Team Rally               | Hero 450 Rally        | 6  | Aaron Mare            |
| Hero MotoSports Team Rally               | Hero 450 Rally        | 27 | Joaquim Rodrigues     |
| Sherco Factory                           | Sherco 450 SEF Rally  | 15 | Lorenzo Santolino     |
| Sherco Factory                           | Sherco 450 SEF Rally  | 19 | Rui Gonçalves         |
| Sherco Factory                           | Sherco 450 SEF Rally  | 20 | Harith Koitha Veettil |
| Monster Energy Yamaha Rally Team         | Yamaha WR450F Rally   | 16 | Ross Branch           |
| Monster Energy Yamaha Rally Team         | Yamaha WR450F Rally   | 29 | Andrew Short          |
| Monster Energy Yamaha Rally Team         | Yamaha WR450F Rally   | 42 | Adrien van Beveren    |
| Tech 3 KTM Factory Racing                | KTM 450 Rally Replica | 90 | Danilo Petrucci       |

### Quad
| Scuderia                                | Quad              | #   | Pilota           |
| --------------------------------------- | ----------------- | --- | ---------------- |
| 7240 Team                               | Yamaha Raptor 700 | 170 | Manuel Andújar   |
| Enrico Racing Team                      | Yamaha Raptor 700 | 171 | Giovanni Enrico  |
| Enrico Racing Team                      | Yamaha Raptor 700 | 187 | Italo Pedemonte  |
| Del Amo Motorsports / Yamaha Rally Team | Yamaha Raptor 700 | 173 | Pablo Copetti    |
| Yamaha Racing - SMX - Drag'On           | Yamaha Raptor 700 | 174 | Alexandre Giroud |
| Orlen Team                              | Yamaha Raptor 700 | 175 | Kamil Wiśniewski |

### Auto
| Scuderia             | Auto                         | #   | Pilota               | Copilota           |
| -------------------- | ---------------------------- | --- | -------------------- | ------------------ |
| Team Audi Sport      | Audi RS Q e-tron             | 200 | Stéphane Peterhansel | Edouard Boulanger  |
| Team Audi Sport      | Audi RS Q e-tron             | 202 | Carlos Sainz         | Lucas Cruz         |
| Team Audi Sport      | Audi RS Q e-tron             | 224 | Mattias Ekström      | Emil Bergkvist     |
| Toyota Gazoo Racing  | Toyota GR DKR Hilux          | 201 | Nasser Al-Attiyah    | Matthieu Baumel    |
| Toyota Gazoo Racing  | Toyota GR DKR Hilux          | 207 | Giniel de Villiers   | Dennis Murphy      |
| Toyota Gazoo Racing  | Toyota GR DKR Hilux          | 225 | Henk Lategan         | Brett Cummings     |
| Toyota Gazoo Racing  | Toyota GR DKR Hilux          | 233 | Shameer Variawa      | Danie Stassen      |
| X-raid Mini JCW Team | Mini John Cooper Works Buggy | 203 | Jakub Przygoński     | Timo Gottschalk    |
| X-raid Mini JCW Team | Mini John Cooper Works Buggy | 216 | Denis Krotov         | Konstantin Žiltsov |
| X-raid Mini JCW Team | Mini John Cooper Works Buggy | 223 | Sebastián Halpern    | Bernardo Graue     |
| X-raid Mini JCW Team | Mini John Cooper Works Rally | 218 | Yasir Seaidan        | Alekseij Kuzmič    |
| X-raid Mini JCW Team | Mini ALL4 Racing             | 238 | Laia Sanz            | Maurizio Gerini    |
| Bahrain Raid Xtreme  | BRX Hunter                   | 204 | Nani Roma            | Alex Haro          |
| Bahrain Raid Xtreme  | BRX Hunter                   | 211 | Sébastien Loeb       | Fabian Lurquin     |
| Bahrain Raid Xtreme  | BRX Hunter                   | 221 | Orlando Terranova    | Daniel Oliveras    |
| Overdrive Toyota     | Toyota Hilux Overdrive       | 205 | Yazeed Al-Rajhi      | Michael Orr        |
| Overdrive Toyota     | Toyota Hilux Overdrive       | 217 | Bernhard Ten Brinke  | Sébastien Delaunay |
| Overdrive Toyota     | Toyota Hilux Overdrive       | 222 | Lucio Álvarez        | Armand Monleón     |
| Overdrive Toyota     | Toyota Hilux Overdrive       | 229 | Ronan Chabot         | Gilles Pillot      |
| Overdrive Toyota     | Toyota Hilux Overdrive       | 237 | Juan Yacopini        | Alejandro Yacopini |
| Overdrive Toyota     | Toyota Hilux Overdrive       | 240 | Miguel Barbosa       | Pedro Velosa       |
| Abu Dhabi Racing     | Peugeot 3008 DKR             | 206 | Khalid Al Qassimi    | Dirk von Zitzewitz |
| Orlen Benzina Team   | Ford Raptor RS Cross Country | 209 | Martin Prokop        | Viktor Chytka      |
| GPX Racing           | Peugeot 3008 DKR             | 210 | Cyril Despres        | Taye Perry         |
| Rebellion Racing     | Toyota Hilux Overdrive       | 215 | Romain Dumas         | Rémi Boulanger     |
| Rebellion Racing     | Rebellion DXX                | 251 | Alexandre Pesci      | Stephan Kuhni      |
| PH-Sport             | Peugeot 3008 DKR             | 236 | Lionel Baud          | Jean-Pierre Garcin |

### Prototipi leggeri
| Scuderia                          | Prototipo leggero  | #   | Pilota              | Copilota            |
| --------------------------------- | ------------------ | --- | ------------------- | ------------------- |
| Red Bull Off-Road Team USA        | Overdrive OT3      | 301 | Cristina Gutiérrez  | François Cazalet    |
| Red Bull Off-Road Team USA        | Overdrive OT3      | 308 | Guillaume de Mevius | Kellon Walch        |
| Red Bull Off-Road Junior Team USA | Overdrive OT3      | 303 | Seth Quintero       | Dennis Zenz         |
| Red Bull Off-Road Junior Team USA | Overdrive OT3      | 304 | Andreas Mikkelsen   | Ola Fløene          |
| EKS - South Racing                | Can-Am Maverick X3 | 305 | Francisco López     | Juan Pablo Latrach  |
| EKS - South Racing                | Can-Am Maverick X3 | 306 | Sebastian Eriksson  | Wouter Rosegaar     |
| South Racing Can-Am               | Can-Am Maverick X3 | 309 | Fernando Álvarez    | Xavier Panseri      |
| South Racing Middle East          | Can-Am Maverick X3 | 310 | Dania Akeel         | Antonia De Roissard |
| South Racing Middle East          | Can-Am Maverick X3 | 319 | Thomas Bell         | Bruno Jacomy        |
| South Racing Middle East          | Can-Am Maverick X3 | 332 | Mashael Alobaidan   | Jacopo Cerutti      |
| PH-Sport                          | PH-Sport Zephyr    | 316 | Lionel Costes       | Christophe Tressens |
| PH-Sport                          | PH-Sport Zephyr    | 333 | Marco Carrara       | Enrico Gaspari      |

### SxS
| Scuderia                    | SxS                  | #   | Pilota                | Copilota           |
| --------------------------- | -------------------- | --- | --------------------- | ------------------ |
| Can-Am Factory South Racing | Can-Am Maverick X rs | 401 | Austin Jones          | Gustavo Gugelmin   |
| Can-Am Factory South Racing | Can-Am Maverick X rs | 402 | Aron Domżała          | Maciej Marton      |
| Can-Am Factory South Racing | Can-Am Maverick X rs | 408 | Molly Taylor          | Dale Muscat        |
| Can-Am Factory South Racing | Can-Am Maverick X rs | 416 | Gerard Farrès Güell   | Diego Ortega Gil   |
| South Racing Can-Am         | Can-Am Maverick X rs | 414 | Rokas Baciuška        | Oriol Mena         |
| South Racing Can-Am         | Can-Am Maverick X rs | 415 | Rodrigo Luppi         | Maykel Justo       |
| South Racing Can-Am         | Can-Am Maverick X rs | 428 | Lucas del Río         | Amerigo Aliaga     |
| South Racing Can-Am         | Can-Am Maverick X rs | 441 | Geoff Minnitt         | Siegfried Rousseau |
| South Racing Can-Am         | Can-Am Maverick X rs | 446 | David Zille           | Sebastián Cesana   |
| South Racing Can-Am         | Can-Am Maverick X rs | 451 | Jevhen Kovalevyč      | Dmytro Tsyro       |
| South Racing Can-Am         | Can-Am Maverick X rs | 454 | Gert-Jan van der Valk | Branco de Lange    |
| Snag Racing Team            | Can-Am Maverick X3   | 406 | Sergej Karjakin       | Anton Vlasiuk      |

### Camion
| Scuderia                    | Auto            | #   | Pilota                 | Copilota          | Meccanico            |
| --------------------------- | --------------- | --- | ---------------------- | ----------------- | -------------------- |
| KAMAZ-master                | KAMAZ K5        | 500 | Dmitrij Sotnikov       | Ruslan Achmadeev  | Il'giz Achmetzjanov  |
| KAMAZ-master                | KAMAZ K5        | 505 | Ėduard Nikolaev        | Evgenij Jakovlev  | Vladimir Rybakov     |
| KAMAZ-master                | KAMAZ 43509     | 501 | Anton Šibalov          | Dmitrij Nikitin   | Ivan Tatarinov       |
| KAMAZ-master                | KAMAZ 43509     | 509 | Andrej Karginov        | Andrej Mokeev     | Ivan Malkov          |
| Big Shock Racing            | Iveco Powerstar | 503 | Martin Macík           | František Tomášek | David Švanda         |
| Big Shock Racing            | Iveco Powerstar | 510 | Martin Šoltys          | Roman Krejčí      | Jakub Jiřinec        |
| Petronas Team de Rooy Iveco | Iveco Powerstar | 504 | Janus van Kasteren     | Marcel Snijders   | Darek Rodewald       |
| Petronas Team de Rooy Iveco | Iveco Powerstar | 506 | Martin van den Brink   | Peter Willemsen   | Bernard der Kinderen |
| Petronas Team de Rooy Iveco | Iveco Powerstar | 515 | Victor Versteijnen     | Teun van Dal      | Randy Smits          |
| Petronas Team de Rooy Iveco | Iveco Trakker   | 524 | Mitchell van den Brink | Rijk Mouw         | Bert Donkelaar       |
| Instaforex Loprais Praga    | Praga V4S DKR   | 508 | Aleš Loprais           | Petr Pokora       | Jaroslav Valtr       |
| Tatra Buggyra ZM Racing     | Tatra Phoenix   | 511 | Ignacio Casale         | Álvaro Leòn       | Tomáš Šikola         |
| Hino Team Sugawara          | Hino 600        | 512 | Teruhito Sugawara      | Hirokazu Somemiya | Yuji Mochizuki       |

## Tappe
| Tappa | Data       | Partenza        | Arrivo          | Rd               | SS               | Moto                 | Quad               | Auto                 | Prototipi leggeri   | SxS              | Camion           | Classic             |
| ----- | ---------- | --------------- | --------------- | ---------------- | ---------------- | -------------------- | ------------------ | -------------------- | ------------------- | ---------------- | ---------------- | ------------------- |
| 1A    | 1º gennaio | Gedda           | Ha'il           | 636              | 19               | Daniel Sanders       | Manuel Andújar     | Nasser Al-Attiyah    | Seth Quintero       | Marek Goczał     | Ėduard Nikolaev  | Yannick Panagiotis  |
| 1B    | 2 gennaio  | Ha'il           | Ha'il           | 546              | 334              | Daniel Sanders       | Laisvydas Kancius  | Nasser Al-Attiyah    | Seth Quintero       | Aron Domżała     | Dmitrij Sotnikov | Xavier Piña         |
| 2     | 3 gennaio  | Ha'il           | Al-Artawiyya    | 585              | 339              | Joan Barreda         | Manuel Andújar     | Sébastien Loeb       | Guillaume de Mevius | Michal Goczał    | Andrej Karginov  | Tappa cancellata    |
| 3     | 4 gennaio  | Al-Artawiyya    | Al Qaysumah     | 554              | 368              | Joaquim Rodrigues    | Pablo Copetti      | Carlos Sainz         | Seth Quintero       | Marek Goczał     | Dmitrij Sotnikov | Kilian Revuelta     |
| 4     | 5 gennaio  | Al Qaysumah     | Riad            | 707              | 465              | Joan Barreda         | Manuel Andújar     | Nasser Al-Attiyah    | Seth Quintero       | Michal Goczał    | Ėduard Nikolaev  | Jesús Fuster        |
| 5     | 6 gennaio  | Riad            | Riad            | 563              | 348              | Danilo Petrucci      | Alexandre Giroud   | Henk Lategan         | Seth Quintero       | Rodrigo Luppi    | Andrej Karginov  | Xavier Piña         |
| 6     | 7 gennaio  | Riad            | Riad            | 635              | 421              | Daniel Sanders       | Aleksandr Maksimov | Orlando Terranova    | Seth Quintero       | Marek Goczał     | Andrej Karginov  | Serge Mogno         |
|       | 8 gennaio  | Riad            | Riad            | Giorno di riposo | Giorno di riposo | Giorno di riposo     | Giorno di riposo   | Giorno di riposo     | Giorno di riposo    | Giorno di riposo | Giorno di riposo | Giorno di riposo    |
| 7     | 9 gennaio  | Riad            | Al-Dawadimi     | 700              | 401              | José Ignacio Cornejo | Marcelo Medeiros   | Sébastien Loeb       | Seth Quintero       | Gerard Farrés    | Anton Šibalov    | Xavier Piña         |
| 8     | 10 gennaio | Al-Dawadimi     | Wadi al-Dawasir | 828              | 394              | Sam Sunderland       | Alexandre Giroud   | Mattias Ekström      | Seth Quintero       | Marek Goczał     | Dmitrij Sotnikov | Jesús Fuster        |
| 9     | 11 gennaio | Wadi al-Dawasir | Wadi al-Dawasir | 490              | 287              | José Ignacio Cornejo | Pablo Copetti      | Giniel de Villiers   | Seth Quintero       | Marek Goczał     | Ėduard Nikolaev  | Amy Lerner          |
| 10    | 12 gennaio | Wadi al-Dawasir | Bisha           | 757              | 374              | Toby Price           | Marcelo Medeiros   | Stéphane Peterhansel | Seth Quintero       | Rokas Baciuška   | Dmitrij Sotnikov | Xavier Piña         |
| 11    | 13 gennaio | Bisha           | Bisha           | 500              | 345              | Kevin Benavides      | Marcelo Medeiros   | Carlos Sainz         | Seth Quintero       | Marek Goczał     | Ėduard Nikolaev  | Jérôme Galpin       |
| 12    | 14 gennaio | Bisha           | Gedda           | 676              | 163              | Pablo Quintanilla    | Francisco Moreno   | Henk Lategan         | Seth Quintero       | Rokas Baciuška   | Dmitrij Sotnikov | Juan Roura Iglesias |

## Classifiche

### Moto
| Pos. | Pilota               | Moto                  | Scuderia                         | Tempo     |
| ---- | -------------------- | --------------------- | -------------------------------- | --------- |
| 1    | Sam Sunderland       | GasGas RC 450F        | GasGas Factory Team              | 38:47:30  |
| 2    | Pablo Quintanilla    | Honda CRF450 Rally    | Monster Energy Honda Team 2022   | +00:03:27 |
| 3    | Matthias Walkner     | KTM 450 Rally Replica | Red Bull KTM Factory Team        | +00:06:47 |
| 4    | Adrien van Beveren   | Yamaha WR450F Rally   | Monster Energy Yamaha Rally Team | +00:38:52 |
| 5    | Joan Barreda         | Honda CRF450 Rally    | Monster Energy Honda Team 2022   | +00:25:42 |
| 6    | José Ignacio Cornejo | Honda CRF450 Rally    | Monster Energy Honda Team 2022   | +00:38:06 |
| 7    | Ricky Brabec         | Honda CRF450 Rally    | Monster Energy Honda Team 2022   | +00:46:04 |
| 8    | Andrew Short         | Yamaha WR450F Rally   | Monster Energy Yamaha Rally Team | +00:46:08 |
| 9    | Mason Klein          | KTM 450 Rally Replica | BAS Dakar KTM Racing Team        | +00:46:08 |
| 10   | Toby Price           | KTM 450 Rally Replica | Red Bull KTM Factory Team        | +00:49:20 |

### Original by Motul
| Pos. | Pilota             | Moto                   | Scuderia                                   | Tempo     |
| ---- | ------------------ | ---------------------- | ------------------------------------------ | --------- |
| 1    | Arunas Gelažninkas | KTM 450 Rally Replica  | Orion Dakar Team                           | 43:11:06  |
| 2    | Milan Engel        | KTM 450 Rally Replica  | Moto Racing Group                          | +00:33:05 |
| 3    | Benjamin Melot     | KTM 450 Rally Replica  | Team Esprit KTM                            | +01:09:57 |
| 4    | Charan Moore       | KTM 450 Rally Replica  | Charan Moore                               | +01:28:56 |
| 5    | Emanuel Gyenes     | KTM 450 Rally Replica  | Autonet Motorcycle Team                    | +03:56:05 |
| 6    | Mario Patrão       | KTM 450 Rally Replica  | Crédito Agrícola - Mario Patrão Motorsport | +04:37:27 |
| 7    | John Kelly         | KTM 450 Rally Replica  | Lyndon Poskitt Racing                      | +05:19:15 |
| 8    | Simon Marčič       | Husqvarna FR 450 Rally | Simon Marčič                               | +07:29:25 |
| 9    | Romain Leloup      | KTM 450 Rally Replica  | Team Repar´Stores                          | +08:01:40 |
| 10   | David Gaits        | KTM 450 Rally Replica  | Happyness Racing JBS Moto                  | +08:37:36 |

### Quad
| Pos. | Pilota                 | Quad                     | Scuderia                      | Tempo     |
| ---- | ---------------------- | ------------------------ | ----------------------------- | --------- |
| 1    | Alexandre Giroud       | Yamaha Raptor 700        | Yamaha Racing - SMX - Drag'On | 50:00:51  |
| 2    | Francisco Moreno       | Yamaha Raptor 700        | Drag'On Rally Team            | +02:21:11 |
| 3    | Kamil Wiśniewski       | Yamaha Raptor 700        | Orlen Team                    | +02:27:25 |
| 4    | Zdeněk Tuma            | Yamaha Raptor 700        | Barth Racing Team             | +08:08:47 |
| 5    | Carlos Alejandro Verza | Yamaha Raptor 700        | Verza Rally Team              | +19:43:12 |
| 6    | Marcelo Medeiros       | Yamaha Raptor 700        | Team Marcelo Medeiros         | +22:05:05 |
| 7    | Nicolas Robledo        | Can-Am Renegade X xc 850 | Equipo Colombia 4X4           | +50:25:00 |

### Auto
| Pos. | Pilota             | Auto                         | Scuderia             | Tempo     |
| ---- | ------------------ | ---------------------------- | -------------------- | --------- |
| 1    | Nasser Al-Attiyah  | Toyota GR DKR Hilux          | Toyota Gazoo Racing  | 38:33:03  |
| 2    | Sébastien Loeb     | BRX Hunter                   | Bahrain Raid Xtreme  | +00:27:46 |
| 3    | Yazeed Al-Rajhi    | Toyota Hilux Overdrive       | Overdrive Toyota     | +01:01:13 |
| 4    | Orlando Terranova  | BRX Hunter                   | Bahrain Raid Xtreme  | +01:27:23 |
| 5    | Giniel de Villiers | Toyota GR DKR Hilux          | Toyota Gazoo Racing  | +01:41:48 |
| 6    | Jakub Przygoński   | Mini John Cooper Works Buggy | X-raid Mini JCW Team | +01:53:06 |
| 7    | Mathieu Serradori  | Century CR6                  | SRT Racing           | +02:32:05 |
| 8    | Sebastián Halpern  | Mini John Cooper Works Buggy | X-raid Mini JCW Team | +02:38:26 |
| 9    | Mattias Ekström    | Audi RS Q e-tron             | Team Audi Sport      | +02:42:11 |
| 10   | Vladimir Vasiljev  | BMW X3 CC                    | VRT Team             | +03:02:21 |

### Prototipi leggeri
| Pos. | Pilota             | SxS                | Scuderia                      | Tempo     |
| ---- | ------------------ | ------------------ | ----------------------------- | --------- |
| 1    | Francisco López    | Can-Am Maverick X3 | EKS - South Racing            | 45:50:51  |
| 2    | Sebastian Eriksson | Can-Am Maverick X3 | EKS - South Racing            | +00:51:28 |
| 3    | Cristina Gutiérrez | Overdrive OT3      | Red Bull Off-Road Team USA    | +04:34:43 |
| 4    | Santiago Navarro   | Can-Am Maverick X3 | FN Speed Team                 | +05:11:35 |
| 5    | Pavel Lebedev      | Can-Am Maverick X3 | MSK Rally Team                | +05:52:14 |
| 6    | Camelia Liparoti   | Yamaha YXZ1000R    | Yamaha powered by X-raid Team | +08:26:11 |
| 7    | Thomas Bell        | Can-Am Maverick X3 | South Racing Middle East      | +08:35:01 |
| 8    | Dania Akeel        | Can-Am Maverick X3 | South Racing Middle East      | +10:00:07 |
| 9    | Serge Gounon       | Can-Am Maverick X3 | Team BBR/Pole Position 77     | +10:59:18 |
| 10   | Lionel Costes      | PH-Sport Zephyr    | PH-Sport                      | +11:33:10 |

### SxS
| Pos. | Pilota         | SxS                  | Scuderia                       | Tempo     |
| ---- | -------------- | -------------------- | ------------------------------ | --------- |
| 1    | Austin Jones   | Can-Am Maverick X rs | Can-Am Factory South Racing    | 47:22:50  |
| 2    | Gerard Farrès  | Can-Am Maverick X rs | Can-Am Factory South Racing    | +00:02:37 |
| 3    | Rokas Baciuška | Can-Am Maverick X rs | South Racing Can-Am            | +00:15:18 |
| 4    | Marek Goczał   | Can-Am Maverick X rs | Cobant-Energylandia Rally Team | +00:16:21 |
| 5    | Michal Goczał  | Can-Am Maverick X rs | Cobant-Energylandia Rally Team | +00:28:28 |
| 6    | Rodrigo Luppi  | Can-Am Maverick X rs | South Racing Can-Am            | +00:55:44 |
| 7    | Luís Portela   | Can-Am Maverick X rs | BP Ultimate SSV Team           | +03:20:21 |
| 8    | Éric Abel      | Can-Am Maverick X rs | Team BBR/Pole Position 77      | +05:22:46 |
| 9    | Joan Lascorz   | Can-Am Maverick X rs | Buggy Masters Team             | +05:57:59 |
| 10   | David Zille    | Can-Am Maverick X rs | South Racing Can-Am            | +06:15:55 |

### Camion
| Pos. | Pilota                 | Camion          | Scuderia                    | Tempo     |
| ---- | ---------------------- | --------------- | --------------------------- | --------- |
| 1    | Dmitrij Sotnikov       | KAMAZ K5        | KAMAZ - master              | 41:37:34  |
| 2    | Ėduard Nikolaev        | KAMAZ K5        | KAMAZ - master              | +00:09:58 |
| 3    | Anton Šibalov          | KAMAZ 43509     | KAMAZ - master              | +01:11:11 |
| 4    | Andrej Karginov        | KAMAZ 43509     | KAMAZ - master              | +01:49:55 |
| 5    | Janus van Kasteren     | Iveco Powerstar | Petronas Team de Rooy Iveco | +03:08:30 |
| 6    | Martin van den Brink   | Iveco Powerstar | Petronas Team de Rooy Iveco | +03:43:32 |
| 7    | Martin Macík           | Iveco Powerstar | Big Shock Racing            | +04:44:11 |
| 8    | Victor Versteijnen     | Iveco Powerstar | Petronas Team de Rooy Iveco | +04:44:34 |
| 9    | Richard de Groot       | Iveco Powerstar | Firemen Dakar Team          | +06:29:27 |
| 10   | Mitchell van den Brink | Iveco Trakker   | Petronas Team de Rooy Iveco | +08:10:34 |

### Open
| Pos. | Pilota            | Veicolo             | Scuderia              | Tempo     |
| ---- | ----------------- | ------------------- | --------------------- | --------- |
| 1    | Gérard Tramoni    | Sadev Oryx          | Team 100% Sud Ouest   | 60:20:26  |
| 2    | Andrew Wicklow    | Bowler Bulldog      | Team Bowler           | +78:49:22 |
| 3    | Mohamad Altwaijri | Toyota Land Cruiser | Altwaijri Racing Team | +88:34:28 |

### Dakar Classic
| Pos. | Pilota             | Veicolo                   | Scuderia            | Punti |
| ---- | ------------------ | ------------------------- | ------------------- | ----- |
| 1    | Serge Mogno        | Toyota Land Cruiser       | Team FSO            | 399   |
| 2    | Arnaud Euvrard     | Mercedes-Benz ML430       | Arnaud Euvrard      | 602   |
| 3    | Jesús Fuster       | Mercedes-Benz G320        | Rumbo Zero          | 701   |
| 4    | Jérôme Galpin      | Ford Ranger ProTruck      | Team FJ             | 803   |
| 5    | Kilian Revuelta    | Toyota Land Cruiser Prado | Naturhouse          | 922   |
| 6    | Xavier Piña        | Toyota Land Cruiser       | Xavier Piña         | 983   |
| 7    | Carlos Santaolalla | Toyota Land Cruiser Prado | Factory - Tub       | 983   |
| 8    | Tom de Leeuw       | Mercedes-Benz 2635A       | Feryn Dakar Team    | 1004  |
| 9    | Marc Douton        | Porsche 911 Safari        | NPA Würth Modyf     | 1050  |
| 10   | Alexander Wurfbain | Mercedes-Benz 280 GE      | Wurfbain / Den Boer | 1095  |

## Incidenti
Il 30 dicembre 2021, giorno antecedente all'inizio della corsa, un veicolo di supporto della Sodicars Racing è esploso nei pressi del Donatello Hotel di Gedda. Al momento dello scoppio erano presenti a bordo del mezzo sei membri del personale della scuderia francese, tra i quali uno dei piloti, Philippe Boutron. Quest'ultimo ha subito gravi lesioni alle gambe ed è stato costretto a sottoporsi ad un'operazione, mentre gli altri cinque occupanti sono rimasti illesi. Il successivo 1º gennaio la FIA e l'ASO hanno rilasciato un comunicato congiunto nel quale affermavano di non poter escludere un'origine dolosa dell'esplosione e di aver incrementato il livello di sicurezza nei bivacchi, negli alberghi e lungo il percorso della gara. Successivamente hanno consigliato ai concorrenti di prestare particolare attenzione a qualsiasi evento sospetto. Contemporaneamente le autorità saudite hanno escluso che dietro all'evento ci fosse una matrice terroristica. Il 4 gennaio le autorità francesi hanno aperto un fascicolo sull'incidente e tre giorni dopo Jean-Yves Le Drian, Ministro francese degli affari esteri, ha dichiarato che dietro all'evento ci potrebbe essere una matrice terroristica e ha chiesto maggiore trasparenza al governo saudita.
Il 14 gennaio 2022, durante il trasferimento tra Bisha e Gedda, un veicolo dell'assistenza della PH-Sport è rimasto coinvolto in un incidente stradale con un camion guidato da un locale. L'autista del mezzo, Quentin Lavalée, capo meccanico della Peugeot 205 Turbo 16 #726, è morto sul colpo, mentre il passeggero, Maxime Frère, è rimasto ferito in maniera seria ed è stato trasportato in ospedale.